# حذف (ژنتیک)

حذف ژنی در یک کروموزوم

در علم ژنتیک، حذف (انگلیسی: Deletion) که با عناوین دیگری همچون «جهش حذفی» یا «جهش نقصانی» هم شناخته می‌شود و علامت اختصاری آن «Δ» است، به نوعی جهش ژنی گفته می‌شود که طی آن، بخشی از یک کروموزوم یا توالیِ ملکولِ دی‌ان‌ای، در جریان همانندسازی، «حذف» یا در اصطلاح، «گُم» می‌شود.
شدتِ این حذف ژنی بسیار متغیر است و از گًم‌شدنِ تنها یک بازِ نوکلئوتیدی تا حذفِ کاملِ یک کروموزوم را شامل می‌شود.
به نظر می‌رسد کوچکترینِ نوعِ «حذف ژنی» زمانی رخ می‌دهد که فقط ۱ بازِ نوکلئوتیدی در نسخهٔ الگویِ DNA، وارونه شده و در مکان‌هایی که دی‌ان‌ای-پلی‌مراز فعال است، از جای خود بریده و کَنده می‌شود.
گاهی پدیدهٔ حذف ژن در جریان کراسینگ‌اور در میوز سلولی رخ می‌دهد و منجر به بروز برخی از اختلالات مهم و شدید ژنتیکی همچون «آتروفی عضلانی با منشأ نخاعی»، «دیستروفی ماهیچه‌ای دوشن» و «سندرم ویلیامز» می‌شود.
همچنین، اگر پدیدهٔ حذف ژنی مضربی از عدد ۳ نباشد، منجر به بروز «جهش دگرقالب» خواهد شد.